# Гай Валерий Потит Волуз
Гай Валерий Потит Волуз (лат. Gaius Valerius Potitus Volusus; V век до н. э.) — римский политический деятель из патрицианского рода Валериев, военный трибун с консульской властью 415, 407 и 404 годов до н. э., консул 410 года до н. э.

## Происхождение
Гай Валерий принадлежал к одному из самых знатных патрицианских родов Рима. Легендарный прародитель Валериев был сабинянином и переселился в Рим вместе с соправителем Ромула Титом Тацием. Его потомок Публий Валерий Публикола стал одним из основателей Римской республики и консулом в первый год её существования (509 до н. э.), и в дальнейшем Валерии регулярно появлялись в Капитолийских фастах. На письме представители этого рода именовались Валезиями, пока в конце IV века до н. э. Аппий Клавдий Цек не провёл модернизацию латинского языка, приведя нормы письменного языка в соответствие с живой речью.
Капитолийские фасты называют Гая Валерия «сыном Луция, внуком Волуза». Предположительно его прадедом был Марк Валерий Волуз Максим, брат Публиколы.

## Биография
Первое упоминание Гая Валерия в источниках относится к 415 году до н. э., когда он был одним из пяти военных трибунов с консульской властью. В этот год велась только война с городом Болы, по словам Тита Ливия, «даже не заслуживающая упоминания».
В 410 году до н. э. Гай Валерий стал консулом совместно с Манием Эмилием Мамерцином. В этот год эквы взяли Карвентскую крепость. Гай Валерий при наборе войска столкнулся с трудностями из-за враждебной позиции народного трибуна Гая Менения, предложившего закон о разделе земли. Консулу всё-таки удалось набрать армию и вытеснить эквов, а захваченную добычу он отдал не войску, а в казну. В результате ненависть, которую к тому времени питали к нему солдаты и все плебеи, только усилилась. В Рим Гай Валерий вступил с овацией.
В 407 году до н. э. Гай Валерий был одним из четырёх военных трибунов. Трибуны не оказали своевременную помощь городу Верругина, из-за чего вольски смогли взять город и перебить его защитников. В 404 году до н. э. Гай Валерий был одним из шести военных трибунов с консульской властью. Трибуны этого года разбили вольсков в сражении между Ферентином и Эцетрами и взяли город Артена.